# Bathypogon ophiurus
Bathypogon ophiurus là một loài ruồi trong họ Asilidae. Bathypogon ophiurus được Hull miêu tả năm 1958. Loài này phân bố ở miền Australasia.